# Принстон (Техас)
Принстон (англ. Princeton) — місто (англ. city) в США, в окрузі Коллін штату Техас. Населення — 17 027 осіб (2020).

## Географія
Принстон розташований за координатами 33°11′3″ пн. ш. 96°30′33″ зх. д. / 33.18417° пн. ш. 96.50917° зх. д. (33.184185, -96.509269).  За даними Бюро перепису населення США в 2010 році місто мало площу 19,31 км², з яких 19,16 км² — суходіл та 0,15 км² — водойми. В 2017 році площа становила 22,35 км², з яких 22,21 км² — суходіл та 0,14 км² — водойми.

## Демографія
Згідно з переписом 2010 року, у місті мешкало 6807 осіб у 2288 домогосподарствах у складі 1748 родин. Густота населення становила 352 особи/км².  Було 2533 помешкання (131/км²).
Расовий склад населення:
| - 78,3 % — білих - 6,4 % — чорних або афроамериканців - 1,2 % — азіатів - 0,7 % — корінних американців - 10,7 % — осіб інших рас |

До двох чи більше рас належало 2,7 %. Частка іспаномовних становила 24,2 % від усіх жителів.
За віковим діапазоном населення розподілялося таким чином: 32,0 % — особи молодші 18 років, 60,4 % — особи у віці 18—64 років, 7,6 % — особи у віці 65 років та старші. Медіана віку мешканця становила 30,7 року. На 100 осіб жіночої статі у місті припадало 95,3 чоловіків;  на 100 жінок у віці від 18 років та старших — 90,9 чоловіків також старших 18 років.
Середній дохід на одне домашнє господарство  становив 54 695 доларів США (медіана — 41 667), а середній дохід на одну сім'ю — 61 629 доларів (медіана — 50 394). Медіана доходів становила 47 171 долар для чоловіків та 31 440 доларів для жінок. За межею бідності перебувало 22,0 % осіб, у тому числі 29,7 % дітей у віці до 18 років та 21,1 % осіб у віці 65 років та старших.
Цивільне працевлаштоване населення становило 3585 осіб. Основні галузі зайнятості: роздрібна торгівля — 18,7 %, освіта, охорона здоров'я та соціальна допомога — 18,3 %, виробництво — 14,4 %.